# Rue de Phalsbourg (Nancy)
Pour les articles homonymes, voir Rue de Phalsbourg.
La rue de Phalsbourg est une voie située au sein de la commune de Nancy, dans le département de Meurthe-et-Moselle, en région Lorraine.

## Origine du nom
Le nom rappelle le souvenir de la place forte de Phalsbourg, dans l'arrondissement de Sarrebourg, célèbre par ses sièges héroïques, rappelés dans les fameux romans d'Erckmann-Chatrian.

## Historique
C'est la seconde partie de l'ancien « chemin de l'Étang », dénommée officiellement « rue de Tressan » en 1867, en l'honneur d'un académicien du roi Stanislas, Louis-Élisabeth de La Vergne de Tressan membre de l'Académie française.
Ce vocable n'a pas subsisté et la rue a gardé son nom primitif de « rue de l'Étang Saint-Jean » jusqu'au 13 décembre 1883 ou il prend sa dénomination actuelle.